# Louis Poinsot
Louis Poinsot [luí puansó], francoski matematik in fizik, * 3. januar 1777, Clermont-en-Beauvaisis, Francija, † 5. december 1859, Pariz.
Poinsot je v mehaniki geometrijsko pokazal kako lahko sistem sil, ki delujejo na togo telo, prevedemo na posamezno silo in na dvojico sil.

## Življenje
Obiskoval je Licej Ludvika Velikega v Parizu, kar naj bi bila priprava za študij na znameniti École polytechnique. Oktobra 1794 je opravljal sprejemne izpite. Algebrskega dela ni opravil, vendar so ga vseeno sprejeli. Tu je bil študent dve leti, leta 1797 pa je odšel študirat na École nationale des ponts et chaussées za gradbenega inženirja. Čeprav je sedaj poslušal predavanja iz praktičnega gradbeništva, se je začel zanimati za abstraktno matematiko. Opustil je študij gradbeništva nizkih gradenj in med letoma 1804 in 1809 poučeval matematiko na Liceju Bonaparte v Parizu. Nato so ga imenovali za glavnega preglednika Imperialne univerze Francije, kjer je služboval skupaj z Delambrom.
1. novembra 1809 je postal docent za analizo in mehaniko na École Polytechnique. V tem času je ostal dejaven in je objavil številna dela iz geometrije, mehanike in statike, tako da je bil leta 1809 že zelo znan.
Od leta 1812 zaradi zdravstvenih razlogov ni več neposredno poučeval na École Polytechnique. Nadomeščal ga je Reynaud in kasneje Cauchy. Leta 1816 je izgubil mesto, ko so šolo reorganizirali, naslednjih deset let pa je bil izpraševalec pri sprejemnih izpitih. Od leta 1839 do svoje smrti je bil zaposlen tudi na Uradu za dolžine.
Leta 1840 je postal član gornjega sveta javne ustanove. Ob ustanovitvi senata leta 1852 so ga izbrali za njegovega člana.

## Delo

### Fizika
Pred njim je bila obravnava gibanja togega telesa povsem analitična brez predstave o gibanju. Njegovo delo je po njegovih besedah omogočilo vpogled na gibanje togega telesa z enako jasnostjo kot gibanje točke. Še posebej je razdelal geometrijsko metodo za ponazoritev brez navora vrtečega se togega telesa, to je gibanje togega telesa, na katerega ne deluje nobena zunanja sila (Poinsotovo gibanje). Njegova geometrijska razlaga je bila protiutež Eulerjevim algebrskim enačbam. Njegova konstrukcija opisuje gibanje vektorja kotne hitrosti togega telesa {\displaystyle \omega \,} z eno nepomično točko (po navadi njegovo masno središče). Dokazal je, da se krajišče vektorja {\displaystyle \omega \,} giblje po ravnini pravokotni na vrtilno količino (v absolutnem prostoru) togega telesa.:152 Poinsot je bil Foucaultov sodobnik. Foucault je leta 1852 iznašel giroskop in s poskusi s svojim nihalom nesporno dokazal da se Zemlja vrti. Poinsot je skoval izraza polhod in herpolhod. Prvi predstavlja krivuljo vektorja kotne hitrosti na vztrajnostnem elipsoidu, drugi pa krivuljo njegovega krajišča.

### Matematika
V letu 1809 je odkril štiri nove nekonveksne pravilne poliedre. Dva od njih je objavil že Kepler leta 1619, kar pa Poisot ni vedel. Obstajajo le štirje Kepler-Poinsotovi poliedri, druga dva sta  veliki dodekaeder in veliki ikozaeder, ki se imenujeta tudi Poinsotovi telesi. Cauchy je leta 1810 s pomočjo Poinsotove definicije pravilnega poliedra dokazal, da je štetje pravilnih poliedrom kompletno. Leta 1990 so odkrili napako v Poinsotovi in Cauchyjevi definiciji. 
Poinsot je raziskoval v teoriji števil, kjer je proučeval diofanstke enačbe. Najbolj pa je znan po svojem delu iz geometrije. Skupaj z Mongeem je dal geometriji vodilno vlogo pri matematičnem raziskovanju v Franciji v 19. stoletju. Z ustanovitvijo stolice za napredno geometrijo na Sorboni leta 1846 je prispeval tudi k njenem pomenu. Za Chaslesa je Poinsot ustanovil stolico. Chasles je bil njen vodja do svoje smrti leta 1880.

## Priznanja
Po Lagrangeevi smrti leta 1813 so Poinsota izbrali za člana Francoske akademije znanosti.
Leta 1858 so ga izbrali za tujega člana Kraljeve družbe iz Londona.

### Nagrade
Leta 1846 je prejel naziv viteza reda legije časti. 

### Poimenovanja
Po njem se imenuje krater Poinsot na Luni.
Ulica v 14. okrožju Pariza se imenuje po njem, Rue Poinsot.
Ko je Eiffel zgradil svoj slavni stolp, je okrog prvega nadstropja vgradil imena 72. pomembnih francoskih znanstvenikov, med katerimi je tudi Poinsot.

## Izbrana dela
Med njegova dela spadajo:
- Éléments de statique (1803),
- Mémoire sur la composition des moments et des aires dans la Mécanique (1804),
- Mémoire sur la théorie générale de l'équilibre et du mouvement des systèmes (1806),
- Sur les polygones et les polyèdres (1809),
- Théorie et détermination de l'équateur du système solaire (1828),
- Théorie nouvelle de la rotation des corps (1834),
- Théorie des cônes circulaires roulants (1853).